# Paparazzi (cançó)
«Paparazzi» és el cinquè i l'últim senzill del l'àlbum debut anomenat The Fame, de la cantant americana Lady Gaga. Va ser estrenat el dia 5 de juliol de 2009 i des d'aleshores disponible com a descàrrega digital.

## Llista de cançons
- UK & Australian CD single[1][2]

1. "Paparazzi" (Album Version) – 3:28
2. "Paparazzi" (Filthy Dukes Remix) – 5:21

- Canadian & Australian iTunes remix EP[3][4]

1. "Paparazzi" (Stuart Price Remix) – 3:19
2. "Paparazzi" (Moto Blanco Edit) – 4:05
3. "Paparazzi" (Filthy Dukes Club Mix) – 5:21
4. "Paparazzi" (James Carameta Tabloid Club Edit) – 4:27

- UK & Ireland iTunes remix EP[5][6]

1. "Paparazzi" – 3:27
2. "Paparazzi" (Filthy Dukes Club Mix) – 5:21
3. "Paparazzi" (Moto Blanco Edit) – 4:05
4. "Paparazzi" (Stuart Price Remix) – 3:19
5. "Paparazzi" (Yuksek Remix) – 4:47

- US iTunes Remix EP[7]

1. "Paparazzi" (Demolition Crew Remix) – 3:55
2. "Paparazzi" (Moto Blanco Edit) – 4:05
3. "Paparazzi" (Stuart Price Remix) – 3:19
4. "Paparazzi" (Filthy Dukes Club Mix) – 5:21

- US 'The Remixes' CD single[8]

1. "Paparazzi" (Demolition Crew Remix) – 3:55
2. "Paparazzi" (Moto Blanco Edit) – 4:05
3. "Paparazzi" (Stuart Price Remix) – 3:19
4. "Paparazzi" (Filthy Dukes Club Mix) – 5:21
5. "Paparazzi" (James Camareta Tabloid Club Edit) – 4:27
6. "Paparazzi" (Album Version) – 3:29
7. "Paparazzi" (Instrumental Version) – 3:29

- French and German iTunes Remix EP/Germany 'The Remixes' CD single[9][10][11]

1. "Paparazzi" (Moto Blanco Edit) – 4:05
2. "Paparazzi" (Moto Blanco Bostic Dub) – 6:42
3. "Paparazzi" (Demolition Crew Remix) – 3:55
4. "Paparazzi" (Stuart Price Remix) – 3:19
5. "Paparazzi" (Filthy Dukes Club Mix) – 5:21
6. "Paparazzi" (Yuksek Remix) – 4:47
7. "Paparazzi" (James Camareta Tabloid Club Edit) – 4:27
8. "Paparazzi" (Radio Edit) – 3:28

- US iTunes Remix EP #2[12]

1. "Paparazzi" (Chew Fu Ghettohouse Radio Edit) – 3:39
2. "Paparazzi" (Yuksek Remix) – 4:47
3. "Paparazzi" (James Camareta Tabloid Club Edit) – 4:27